# VM i judo 1958
VM i judo 1958 var det andet verdensmesterskab for herrer og blev afholdt i Tokyo i Japan den 30. november 1958.

## Medaljeoversigt

### Herrer
| Vægtklasse | Guld      | Sølv          | Bronze                              |
| ---------- | --------- | ------------- | ----------------------------------- |
| Åben       | Koji Sone | Akio Kaminaga | Bernard Pariset Kimiyoshi Yamashiki |

### Medaljefordeling
| Rank              | Nation            | Guld | Sølv | Bronze | Total |
| ----------------- | ----------------- | ---- | ---- | ------ | ----- |
| 1                 | Japan (JPN)       | 1    | 1    | 1      | 3     |
| 2                 | Frankrig (FRA)    | 0    | 0    | 1      | 1     |
| Total (2 nations) | Total (2 nations) | 1    | 1    | 2      | 4     |